# Epping-Forest-Nationalpark
Der Epping-Forest-Nationalpark (engl.: Epping Forest National Park) ist ein Nationalpark im Osten des australischen Bundesstaates Queensland, der international im Gegensatz zur IUCN-Kategorie II (Nationalpark) als Strenges Naturreservat der Kategorie Ia geführt wird.
Der Park dient ausschließlich wissenschaftlichen Zwecken und ist daher nicht öffentlich zugänglich. Nur Wissenschaftlern, Rangern und freiwilligen Helfern ist der Zutritt gestattet.

## Lage
Er liegt 855 Kilometer nordwestlich von Brisbane und 115 Kilometer nordwestlich von Clermont in der Nähe des Belyando River.
In der Nachbarschaft liegen die Nationalparks Mazeppa und Narrien Range.

## Landesnatur
Der Epping Forest ist eine flache oder sanft geneigte Lehmpfanne, durch die der Fox Creek, ein nicht das ganze Jahr über Wasser führender Nebenfluss des Belyando River, fließt. Früher muss ein großer, ganzjährig wasserführender Wasserlauf durch dieses Gebiet geflossen sein, der massive Sandablagerungen hinterlassen hat.

## Flora und Fauna
Die Zugangsbeschränkungen sollen dafür sorgen, dass der Epping Forest in möglichst unverändertem Zustand verbleibt, da er der einzige verbleibende natürliche Lebensraum des gefährdeten Nördlichen Haarnasenwombats ist. Bei der letzten Zählung der dort lebenden Tiere wurden nur noch 138 Stück dieser Spezies festgestellt. In den 1970er-Jahren allerdings war die Population vermutlich auf 20–30 Wombats gefallen.
Neben den Wombats sind 127 Vogelarten, 43 Reptilienarten, 10 Froscharten und 25 Säugetierarten im Park heimisch.
Im Park herrscht lichter Eukalyptuswald vor. Auf den verstreuten sandigen Stellen bauen die Wombats ihre Behausungen.